# Pseudodeltaspis punctipennis
Pseudodeltaspis punctipennis is een keversoort uit de familie van de boktorren (Cerambycidae). De wetenschappelijke naam van de soort werd voor het eerst geldig gepubliceerd in 2010 door Chemsak & Hovore.